# Indianapolis Colts 2012
La stagione 2012 degli Indianapolis Colts è stata la 60ª della franchigia nella National Football League, la 29ª con sede a Indianapolis. Avendo terminato con il peggior record della lega nella stagione precedente, la squadra era in possesso della prima scelta assoluta nel Draft NFL 2012, con cui scelse il quarterback da Stanford Andrew Luck per essere l'erede di Peyton Manning, svincolato e passato ai Denver Broncos. I Colts conclusero con un record di 11 vittorie e 5 sconfitte, terminando al secondo posto della AFC South e centrando l'accesso ai playoff dopo un anno di assenza. 
Il coordinatore offensivo Bruce Arians fu l'allenatore ad interim mentre il nuovo allenatore Chuck Pagano si sottopose a una cura per la leucemia durante le settimane 5–16. Con il cancro in remissione, Pagano tornò in panchina nell'ultimo turno. La squadra ebbe un record di 9-3 sotto la direzione di Arians, che fu premiato come allenatore dell'anno. Nei playoff i Colts furono eliminati nel primo turno dai Baltimore Ravens futuri vincitori del Super Bowl.

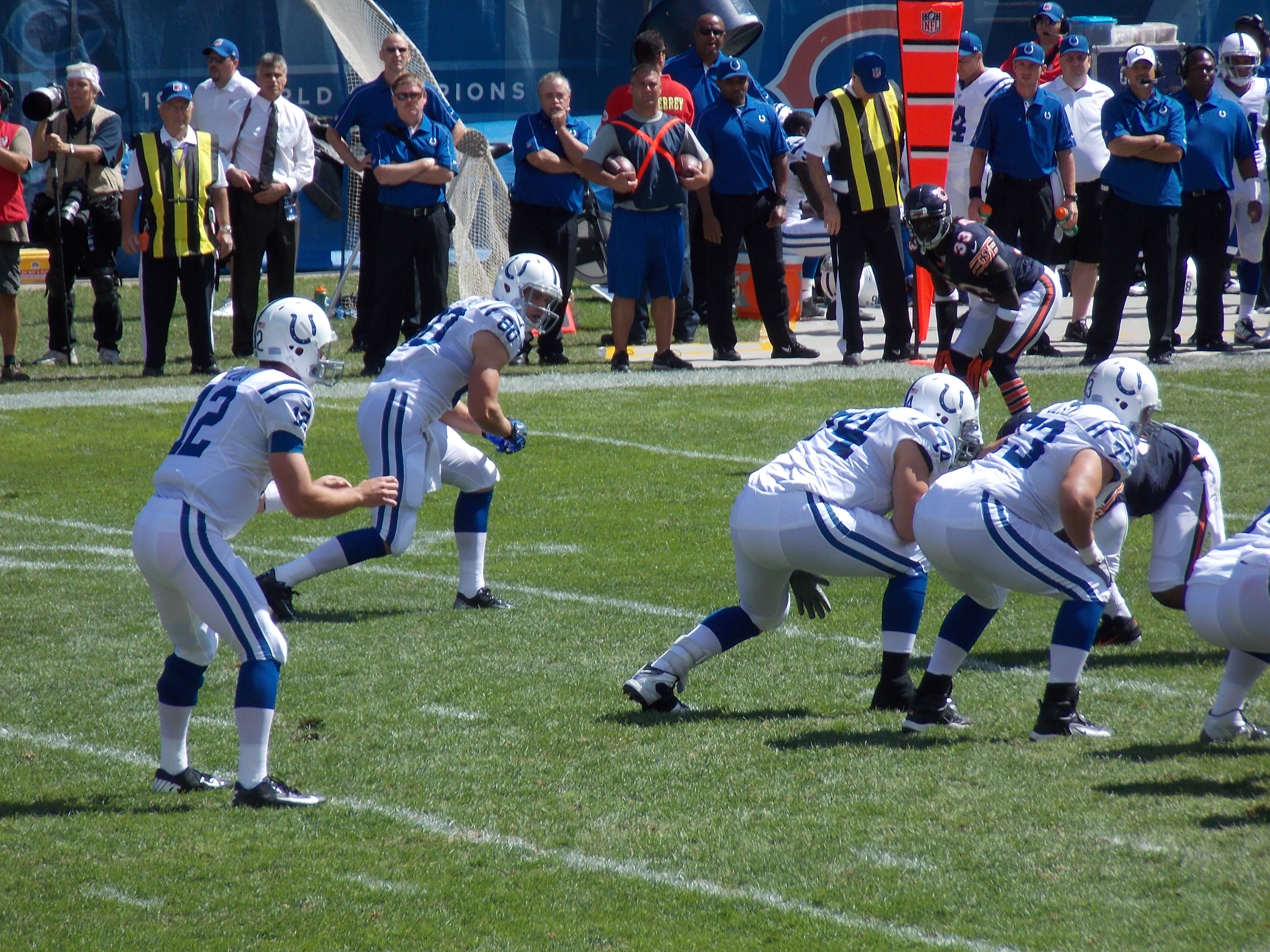
La partita del primo turno contro i Chicago Bears

## Roster
| Roster degli Indianapolis Colts nel 2012 |
| --- |
| Quarterback - 12 Andrew Luck - 5 Drew Stanton Running Back - 33 Vick Ballard - 34 Delone Carter - 36 Deji Karim KR - 37 Mewelde Moore Wide Receiver - 11 Donnie Avery - 15 LaVon Brazill - 13 T.Y. Hilton PR - 10 Nathan Palmer - 87 Reggie Wayne Tight End - 83 Dwayne Allen - 80 Coby Fleener - 85 Weslye Saunders Offensive Linemen - 74 Anthony Castonzo T - 78 Tony Hills T - 69 Winston Justice T - 72 Jeff Linkenbach G - 75 Mike McGlynn G - 73 Seth Olsen G - 76 Joe Reitz G - 64 Samson Satele C - 62 A.Q. Shipley C - 60 Bradley Sowell T Defensive Linemen - 66 Clifton Geathers DE - 67 Lawrence Guy DE - 65 Kellen Heard NT - 99 Antonio Johnson NT - 91 Ricardo Mathews DE - 90 Cory Redding DE - 68 Martin Tevaseu NT Linebacker - 51 Pat Angerer ILB - 53 Kavell Conner ILB - 58 Moise Fokou ILB - 50 Jerrell Freeman ILB - 93 Dwight Freeney OLB - 54 Mario Harvey ILB - 92 Jerry Hughes OLB - 98 Robert Mathis OLB - 97 Jamaal Westerman OLB Defensive Back - 41 Antoine Bethea FS - 38 Sergio Brown SS - 20 Darius Butler CB - 23 Vontae Davis CB - 27 Josh Gordy CB - 26 Delano Howell SS - 35 Joe Lefeged FS - 32 Cassius Vaughn CB - 21 Teddy Williams CB - 28 Tom Zbikowski SS Special Team - 1 Pat McAfee P - 45 Matt Overton LS - 4 Adam Vinatieri K Lista delle riserve - 31 Donald Brown RB (IR) - 61 Josh Chapman NT (IR) - 17 Austin Collie WR (IR) - 52 A.J. Edds ILB (IR) - 55 Justin Hickman OLB (IR) - 29 Robert Hughes FB (IR) - 71 Ben Ijalana OT (IR) - 56 Scott Lutrus ILB (IR) - 96 Brandon McKinney NT (IR) - 95 Fili Moala DE (IR) - 94 Drake Nevis DE (IR) - 25 Jerraud Powers CB (IR) - 84 Griff Whalen WR (IR) Squadra di allenamento - 81 Kris Adams WR - 79 Justin Anderson G (Practice squad/Injured) - 30 Marshay Green CB - 8 Chandler Harnish QB - 46 Dominique Jones TE - 59 Shawn Loiseau ILB - 39 Davin Meggett RB - 57 Monte Simmons OLB - 63 Lee Ziemba G |
| Legenda - I rookie sono in corsivo. - Il primo ruolo è il principale mentre gli eventuali successivi indicano i ruoli secondari. - (IR) sta per Injured Reserve ed indica la lista ristretta per un solo giocatore infortunato che può tornare ad allenarsi dopo la settimana 6 e a rientrare in prima squadra dopo che questa ha giocato 8 partite. - (NF-Inj.) / (NF-Ill.) stanno rispettivamente per Non-Football Injured e Non-Football Illness ed indicano le liste dove viene inserito un giocatore che ha un infortunio o una malattia non dipendente dal football americano. - (PUP) sta per Physically Unable to Perform ed indica la lista dove viene inserito un giocatore mentre è in attesa di recuperare la condizione fisica. Nella stagione regolare dopo la sesta partita giocata dalla propria squadra, il giocatore ha tempo tre settimane per riprendere ad allenarsi, più tre settimane aggiuntive dal suo rientro agli allenamenti per rientrare in prima squadra. |

Fonte:

## Calendario
| Stagione regolare |                    |                         |                    |                    |                    |                    |
| Turno             | Data               | Avversario              | Risultato          | Record             | Stadio             | Sintesi            |
| 1                 | 9 settembre        | at Chicago Bears        | S 21–41            | 0–1                | Soldier Field      | Recap              |
| 2                 | 16 settembre       | Minnesota Vikings       | V 23–20            | 1–1                | Lucas Oil Stadium  | Recap              |
| 3                 | 23 settembre       | Jacksonville Jaguars    | S 17–22            | 1–2                | Lucas Oil Stadium  | Recap              |
| 4                 | Settimana di pausa | Settimana di pausa      | Settimana di pausa | Settimana di pausa | Settimana di pausa | Settimana di pausa |
| 5                 | 7 ottobre          | Green Bay Packers       | V 30–27            | 2–2                | Lucas Oil Stadium  | Recap              |
| 6                 | 14 ottobre         | at New York Jets        | S 9–35             | 2–3                | MetLife Stadium    | Recap              |
| 7                 | 21 ottobre         | Cleveland Browns        | V 17–13            | 3–3                | Lucas Oil Stadium  | Recap              |
| 8                 | 28 ottobre         | at Tennessee Titans     | V 19–13 (DTS)      | 4–3                | LP Field           | Recap              |
| 9                 | 4 novembre         | Miami Dolphins          | V 23–20            | 5–3                | Lucas Oil Stadium  | Recap              |
| 10                | 8 novembre         | at Jacksonville Jaguars | V 27–10            | 6–3                | EverBank Field     | Recap              |
| 11                | 18 novembre        | at New England Patriots | S 24–59            | 6–4                | Gillette Stadium   | Recap              |
| 12                | 25 novembre        | Buffalo Bills           | V 20–13            | 7–4                | Lucas Oil Stadium  | Recap              |
| 13                | 2 dicembre         | at Detroit Lions        | V 35–33            | 8–4                | Ford Field         | Recap              |
| 14                | 9 dicembre         | Tennessee Titans        | V 27–23            | 9–4                | Lucas Oil Stadium  | Recap              |
| 15                | 16 dicembre        | at Houston Texans       | S 17–29            | 9–5                | Reliant Stadium    | Recap              |
| 16                | 23 dicembre        | at Kansas City Chiefs   | V 20–13            | 10–5               | Arrowhead Stadium  | Recap              |
| 17                | 30 dicembre        | Houston Texans          | V 28–16            | 11–5               | Lucas Oil Stadium  | Recap              |

Nota: Gli avversari della propria division sono in grassetto.

### Playoff
| Playoff   |                |                         |           |        |                  |         |
| Turno     | Data           | Avversario              | Risultato | Record | Stadio           | Sintesi |
| Wild Card | 6 gennaio 2013 | at Baltimore Ravens (4) | S 9–24    | 0–1    | M&T Bank Stadium | Recap   |

## Classifiche
| AFC South              |    |    |   |      |     |      |     |     |     |
|                        | V  | S  | P | %    | DIV | CONF | PF  | PS  | STR |
| (3) Houston Texans     | 12 | 4  | 0 | .750 | 5–1 | 10–2 | 416 | 331 | S2  |
| (5) Indianapolis Colts | 11 | 5  | 0 | .688 | 4–2 | 8–4  | 357 | 387 | V2  |
| Tennessee Titans       | 6  | 10 | 0 | .375 | 1–5 | 5–7  | 330 | 471 | V1  |
| Jacksonville Jaguars   | 2  | 14 | 0 | .125 | 2–4 | 2–10 | 255 | 444 | S5  |